# 國立高雄科技大學旗津校區
國立高雄科技大學旗津校區位於高雄市旗津區實踐里003鄰中洲三路482號，是1946年臺灣省立基隆水產職業學校高雄分校（國立高雄海洋科技大學前身）創校校址，佔地約3.9公頃。1984年後國立高雄海洋科技大學遷校至楠梓校區後，成為旗津校區。2018年2月1日與國立高雄第一科技大學、國立高雄應用科技大學三校新設合併成國立高雄科技大學為旗津校區。

## 校區沿革
1946年，「臺灣省立基隆水產職業學校高雄分校」於高雄市旗津區創校。1948年，獨立為「臺灣省立高雄水產職業學校」。1959年，更名為「臺灣省立高雄高級水產職業學校」。1967年，改制為「臺灣省立高雄海事專科學校」，為五年制專科學校。1979年，高雄市升格為院轄市。改隸高雄市，更名為「高雄市立海事專科學校」。1982年，改隸中央，更名為「國立高雄海事專科學校」。1984年，校本部遷校至楠梓校區後，成為「國立高雄海事專科學校旗津校區」。1997年，改制升格為「國立高雄海洋技術學院」。2004年，改名「國立高雄海洋科技大學」。
2018年2月1日，國立高雄第一科技大學、國立高雄應用科技大學、國立高雄海洋科技大學三校新設合併成國立高雄科技大學，為旗津校區，僅設有海事學院之航運技術系、輪機工程系、海事資訊工程系共三系

## 校園環境

### 校門
因校內有專屬碼頭，為確保人員安全，平時有進行人員進出管控，非相關人員進出皆需向駐衛警進行登記，以確保人身安全。

### 交通
旗津校區擁有國內唯一之學校專屬碼頭，校方產學合作的研究船寶拉麗絲號平時停泊於此。
校區學生往來台灣本島主要透過下面兩種方式：
- 高雄過港隧道
- 旗津輪渡站

### 圖書館旗津分館
藏書多以航海、輪機類型書刊為主，若有閱讀其他類型書刊需求，需至高雄市立圖書館旗津分館閱讀。

### 教學場館
校內僅教學大樓一棟，二技、四技、五專學生主要上課地點皆在這，若有學生的船員訓練需求，可視情況移動至海事人員訓練處及教學碼頭上課。

### 飲食設施
位於學生宿舍地下一樓的學生餐廳，餐廳內以自助餐形式為主。
營業時間
平日：11:00～13:30
假日不營業

位於行政大樓內有7-11販賣機，雖是24小時營業，但行政大樓於晚間十點大門上鎖，於隔天早上七點解鎖，故實際購買時間為07:00～22:00

### 體育設施
校內沒有操場，僅有四座籃排球混合場，其餘體育設施皆在體育館（中洲三路528號）

## 外部連結
- 國立高雄科技大學 （页面存档备份，存于）
- 國立高雄科技大學海事學院 （页面存档备份，存于）
- 國立高雄科技大學航運技術系 （页面存档备份，存于）
- 國立高雄科技大學輪機工程系 （页面存档备份，存于）
- 國立高雄科技大學海事資訊科技系 （页面存档备份，存于）